# 1704
1704 (MDCCIV) — високосний рік. Епоха великих географічних відкриттів •  Перша наукова революція • Річ Посполита •  Запорозька Січ

## Геополітична ситуація
Османську імперію очолює Ахмед III (до 1730). Під владою османського султана перебувають Близький Схід та Єгипет, Середземноморське узбережжя Північної Африки, частина Закавказзя, значні території в Європі: Греція, Болгарія та Сербія. Васалами османів є Волощина та Молдова.
Священна Римська імперія — наймогутніша держава Європи. Її територія охоплює, крім німецьких земель, Угорщину з Хорватією, Трансильванію, Богемію, Північну Італію. Її імператор — Леопольд I Габсбург (до 1705). Король Пруссії — Фрідріх I (до 1713).
На передові позиції в Європі вийшла Франція, на троні якої сидить король-Сонце Людовик XIV (до 1715). Франція має колонії в Північній Америці та Індії.
Триває Війна за іспанську спадщину. Королівству Іспанія належать Іспанські Нідерланди, південь Італії, Нова Іспанія, Нова Гранада та Нова Кастилія в Америці, Філіппіни. Королем Португалії є Педру II (до 1706). Португалія має володіння в Бразилії, в Африці, в Індії, в Індійському океані й Індонезії.
Північ Нідерландів займає Республіка Об'єднаних провінцій. Вона має колонії в Північній Америці, Індонезії, на Формозі та на Цейлоні. Королева Англії — Анна Стюарт (до 1714). Англія має колонії в Північній Америці, на Карибах та в Індії. Король Данії та Норвегії — Фредерік IV (до 1730), король Швеції — Карл XII (до 1718). На Апеннінському півострові незалежні Венеціанська республіка та Папська область. у Речі Посполитій два королі: Август II (до 1706), якого підтримують Саксонія і Московія, та Станіслав Лещинський, якого підтримує Швеція. У Московії царює Петро I (до 1725).
Україну розділено по Дніпру між Річчю Посполитою та Московією. Іван Мазепа є гетьманом на Лівобережжі під москоським протекторатом. На півдні України існує Запорозька Січ. Існують Кримське ханство, Ногайська орда.
В Ірані правлять Сефевіди.
Значними державами Індостану є Імперія Великих Моголів, в якій править Аурангзеб, Імперія Маратха. В Китаї править Династія Цін. В Японії триває період Едо.

## Події

### В Україні
- 5 лютого наказний гетьман Правобережжя Самійло Самусь передав булаву Івану Мазепі.
- Повстання Палія завершилося поразкою. Гетьман Іван Мазепа захопив Київщину.

### У світі
- Триває Війна за іспанську спадщину.
  - У серпні в битві під Гохштедтом англо-австрійські війська завдали поразки баварсько-французьким.
  - Велика Британія захопила Гібралтар.
- Продовжується Велика Північна війна.
  - Російські війська Петра I захоплюють Тарту та Нарву.
- Починається Громадянська війна в Польщі.
  - Утворилися Варшавська та Сандомирська конфедеріції.
  - 12 липня при підтримці шведського короля Карла XII, військо якого в той час перебувало у Польщі, королем обирають Станіслава Лещинського.
  - У серпні російсько-польсько-саксонські війська взяли Варшаву.
- Англійські колоністи здійснили серію рейдів проти індіанського племені апалачі у провінції Кароліна.
- 7 грудня біля берегів Британії відбувся великий шторм, один з найбільших задокументованих. Згодом у Лондоні вийшла книга Даніеля Дефо «The Storm», присвячена цьому явищу.
- Ференц II Ракоці став князем-правителем Угорського королівства.
- Влітку в Російській Імперії почалося Башкирське повстання.
- У грудні сикхи завдали поразки військам великих моголів у Чамкаурській битві.
- Шотландського моряка Александра Селкірка висадили на безлюдний острів, де він провів 4 роки.

### Наука і культура
- Ісаак Ньютон опублікував «Оптику».
- Вийшла друком «Казка бочки» Джонатана Свіфта.

## Народились
див. також Категорія:Народились 1704
- Луї де Жокур — французький філософ, письменник, енциклопедист.
- Арсеній Могилянський — релігійний діяч, митрополит Київський, Галицький і всієї Малої Росії (1757–1770).
- Бенджамін Гунтсман — винахідник тигельного способу виробництва ливарної сталі.
- Кароліна Нассау-Саарбрюкенська — дружина герцога Цвайбрюкенського Крістіана III, регентка герцогства у 1735–1740 роках.
- Сильвестр Кулябка — богослов і проповідник, ректор (1740-45) Київської академії.

## Померли
див. також Категорія:Померли 1704
- Джон Локк — англійський філософ, один із основних представників англійського емпіризму та Просвітництва.
- Софія Олексіївна — царівна, правителька-регентша Московського царства в 1682–1689 роках при молодших братах Петрові І і Іванові V.
- Хун Шен — китайський драматург та поет часів династії Цін.
- Іларіон Ярошевицький — український учений і поет.
- Гійом де Лопіталь — французький математик, член Французької Академії Наук.